# Vitória (telenovela de 2025)
Vitória é uma futura telenovela portuguesa produzida pela SP Televisão e em parceria com a Disney+ que será exibida pela SIC a partir de setembro de 2025, substituindo A Promessa. É a "38.ª novela" do canal.
Escrita e adaptada por Cândida Ribeiro e Rita Roberto a partir da série turca Gülperi.
Conta com as atuações de Cláudia Vieira, Jorge Corrula, Vanessa Giácomo, José Raposo, Luísa Cruz, Afonso Pimentel e Joana Santos nos papéis principais.

## Sinopse
Uma mulher luta para realizar os seus sonhos diante de uma família tirânica determinada a controlar cada passo seu, batalhando sozinha para conquistar os corações dos seus filhos que se viraram contra si e conquistar a vida que ela deseja.
Num mundo dominado por homens, Vitória desde cedo que teve uma vida difícil, uma vez que o pai a obrigou a deixar para trás os seus sonhos e a separar-se do seu grande amor. Apesar de traumatizada, reencontrou o amor junto de um homem de boas famílias, com quem se casou e tiveram três filhos. Numa altura em que tinha tudo para ser feliz, o marido morre num trágico acidente. A sua vida muda de um dia para o outro e esta mulher vê-se obrigada a ir viver para a mansão dos sogros. Lá, é vítima de uma tentativa de violação por parte do cunhado e tenta matá-lo. Por esse motivo, acaba por ser presa.
Dois anos depois, Vitória sai da prisão e tem uma dura missão pela frente: recuperar o amor dos seus filhos e tudo aquilo que é seu. Para isso vai contar com uma ajuda fundamental: a do seu primeiro namorado, que é agora um advogado de sucesso e não a vai largar.

## Elenco

### Elenco principal
| Ator/Atriz      | Personagem             |
| --------------- | ---------------------- |
| Cláudia Vieira  | Vitória Silva Mendonça |
| Jorge Corrula   | João Nobre             |
| Afonso Pimentel | Sérgio Mendonça        |
| Vanessa Giácomo | Isabel Nobre           |
| José Raposo     | Manuel Mendonça        |
| Luísa Cruz      | Carolina Mendonça      |
| Joana Santos    | Margarida Mendonça     |

### Elenco recorrente
| Ator/Atriz              | Personagem                 |
| ----------------------- | -------------------------- |
| Luciana Abreu           | Marina Brito Gameiro       |
| Jorge Mourato           | Duarte Gameiro             |
| Carla Andrino           | Irene Brito                |
| Carolina Loureiro       | Alice Nobre                |
| Vítor Silva Costa       | Pedro                      |
| Ana Marta Ferreira      | Mafalda Rodrigues          |
| Mariana Pacheco         | Gabriela                   |
| Virgílio Castelo        | António Rodrigues          |
| Pedro Laginha           | Carlos Durão               |
| Afonso Laginha          | Guilherme Durão            |
| Beatriz Frazão          | Lia Nobre                  |
| Rita Salema             | Fernanda «Nanda» Rodrigues |
| Luís Esparteiro         | Martins                    |
| Vicente Gil             | Afonso Silva Mendonça      |
| Mariana Cardoso         | Matilde Silva Mendonça     |
| Rodrigo Costa           | Francisco Silva Mendonça   |
| Sandra Faleiro          | Edite                      |
| Melânia Gomes           | Bárbara                    |
| Filipe Matos            | Lourenço Paiva             |
| Ricardo Raposo          | Ricky                      |
| Guilherme Arabolaza     | Óscar Fernandes            |
| Vera Kolodzig           | Raquel                     |
| Cristina Homem de Mello | —                          |
| Gonçalo Diniz           | —                          |
| Luís Lourenço           | Rodrigo Brito              |
| —                       | Tiago Rodrigues            |
| Nádia Santos            | Natália                    |
| —                       | Susana                     |
| Íris Cañamero           | Sara Gameiro               |
| Mónica Belchior         | Lúcia                      |

### Participação especial
| Ator/Atriz      | Personagem        |
| --------------- | ----------------- |
| Albano Jerónimo | Henrique Mendonça |

### Elenco adicional
| Ator/Atriz        | Personagem  |
| ----------------- | ----------- |
| Adérito Lopes     | Médico      |
| Carolina Ferrão   | —           |
| Helena Falé       | Elisabete   |
| Hugo Franco       | —           |
| Igor Marchesi     | —           |
| Lourenço Seruya   | Marco       |
| Luciana Ribeiro   | Adelaide    |
| Margarida Castelo | —           |
| Mónica Marinho    | Diana Lopes |
| Paulo Matos       | —           |

## Produção

### Desenvolvimento
A pré-produção da novela começou em dezembro de 2024, com Cândida Ribeiro e Rita Roberto, que se estreia como autora titular de uma novela, a ficarem encarregues de desenvolver a adaptação da história da série turca Gülperi, que substituiria A Promessa e que conta com a colaboração do Disney+. A trama tem o título de Vitória, nome da protagonista da história.
Os ensaios e testes de imagem decorreram entre 25 de março e 8 de abril de 2025 nas instalações da produtora SP Televisão, em Sintra. A produção começou dois dias depois, a 10 de abril, com os interiores a serem gravados nos estúdios SP Televisão, além de ter gravações exteriores entre Vila Nova de Gaia e Alto Minho. Está prevista terminar em outubro de 2025.

### Escolha do elenco
Cláudia Vieira foi o primeiro nome confirmado no elenco da novela, tendo a seu cargo a protagonista da trama, Vitória. Para dar vida à vilã Isabel, foi convidada a atriz brasileira Vanessa Giácomo, tratando-se da contratação do ano em Portugal. Renato Godinho foi a primeira escolha para interpretar João — o par romântico da personagem de Vieira e marido da personagem de Giácomo. Por razões desconhecidas, a personagem acabou por ser entregue a Jorge Corrula. José Raposo e Maria João Luís, que foi enúmeras vezes convidada a regressar às telenovelas após Terra Brava, foram a escolha do canal para dar vida aos vilões da história. Mais uma vez, João Luís recusou o convite e a personagem foi entregue a Luísa Cruz. Afonso Pimentel e Joana Santos, que também foram anunciados no elenco principal, dão vida aos vilões Sérgio e Margarida — filhos das personagens de Cruz e Raposo.
Sofia Ribeiro estava nos planos iniciais do elenco, mas devido a ter sido recentemente a personagem central de Senhora do Mar, acabou por ser transferida para a próxima novela do canal. Também Sara Matos estaria pensada para estar no elenco, após ter recusado a sua personagem em A Herança. Por incompatibilidade de agenda e também pela não-renovação do contrato da atriz com o canal, Matos recusou novamente o convite do canal, colminando num possível regresso à TVI.
Luciana Abreu foi confimada no elenco, após várias tentativas de conseguir voltar às telenovelas depois de ter integrado o elenco de Lua de Mel. Rita Salema também foi confirmada no elenco, tratando-se do regresso da atriz ao canal após uma curta passagem em 2022. Carolina Loureiro, Carla Andrino, Ana Marta Ferreira, Beatriz Frazão, Mariana Pacheco, Pedro Laginha, Afonso Laginha, Jorge Mourato, Virgílio Castelo, Luís Esparteiro, Vítor Silva Costa, Vicente Gil, Luís Lourenço, Melânia Gomes, Filipe Matos e Sandra Faleiro também estão no elenco, além de Albano Jerónimo que faz uma participação especial.

## Exibição
Prevista para substituir A Promessa apenas em junho de 2025, acabou por ser adiada para setembro do mesmo ano.

### Tema de genérico
A 14 de julho de 2025, foi gravado o genérico.

### Divulgação
A promoção arrancou a 28 de julho de 2025, com destaque na protagonista de Cláudia Vieira.

### Antestreia dos episódios
A 18 de agosto de 2025, foi anunciado que a SIC fez uma parceria com a Disney+ para a telenovela ser exibida na plataforma em conjunto da OPTO, a plataforma de streaming da SIC. O acordo introduz uma nova janela de exibição aos domingos: cinco episódios estreiam à tarde, em simultâneo na OPTO e no Disney+. Após a emissão linear, os episódios ficam disponíveis durante 7 dias nos operadores de televisão, 30 dias na OPTO e disponíveis na íntegra, e em exclusivo, no Disney+, à medida que os lançamentos semanais se acumulam nesta plataforma.